# Histona H1

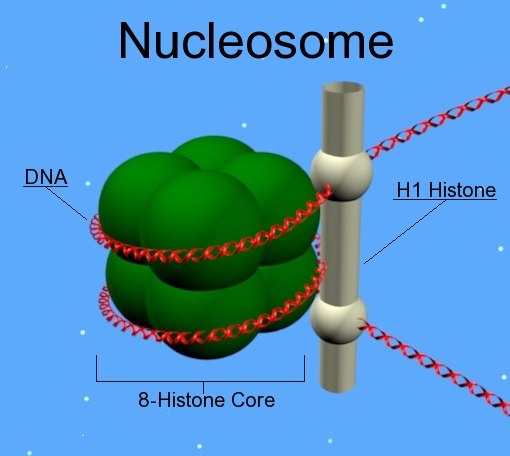
O diagramă care arată unde pot fi întâlnite histonele H1 în nucleozom.

Histona H1 este una dintre cele cinci tipuri principale de proteine histonice, care sunt componente ale cromatinei din celula eucariotă. Este una dintre cele mai variabile histone între specii. Rolul său particular este de a favoriza condensarea nucleozomilor în fibre de 30 nm. O altă formă a acestei histone, histona H5, este întâlnită doar în eritrocitele păsărilor, care au nucleu celular (spre deosebire de eritrocitele mamiferelor).